# Stóra-Mosfell
Stóra-Mosfell är en kulle i republiken Island. Den ligger i regionen Norðurland eystra, 300 km nordost om huvudstaden Reykjavík. Toppen på Stóra-Mosfell är 385 meter över havet, eller 72 meter över den omgivande terrängen. Bredden vid basen är 2,5 km.
Trakten runt Stóra-Mosfell är nära nog obefolkad, med mindre än två invånare per kvadratkilometer. Det finns inga samhällen i närheten. Trakten runt Stóra-Mosfell består i huvudsak av gräsmarker.